# Zweihorn
Zweihorn ist eine  Marke für Produkte zur Holzoberflächenveredelung im Handwerk für den Innenbereich. Die Marke gehört zum AkzoNobel-Konzern, einem weltweit agierenden Lack- und Farbenhersteller. Die Produktpalette erstreckt sich von Lacken, Beizen und Lasuren bis hin zu Ölen und Wachsen, Leimen und Spezialprodukten für Schreiner und Tischler.
Firmensitz des AkzoNobel-Konzerns, zu dem Zweihorn gehört, ist Hilden.

## Geschichte
1912 gründeten die Gebrüder Horn in Köln, Ehrenfeld die Firma „Horn & Horn“, die in ihren Anfängen mit Ölen und Fetten handelte. In den 20er Jahren nahm die Firma Kontakt zu einer Gruppe Chemiker auf, deren Wissen – speziell auf dem Gebiet der Holzbeizen – sie sich zu Nutze machten, um dann später mit der Herstellung von Beizen, Mattierungen und Polituren zu beginnen.

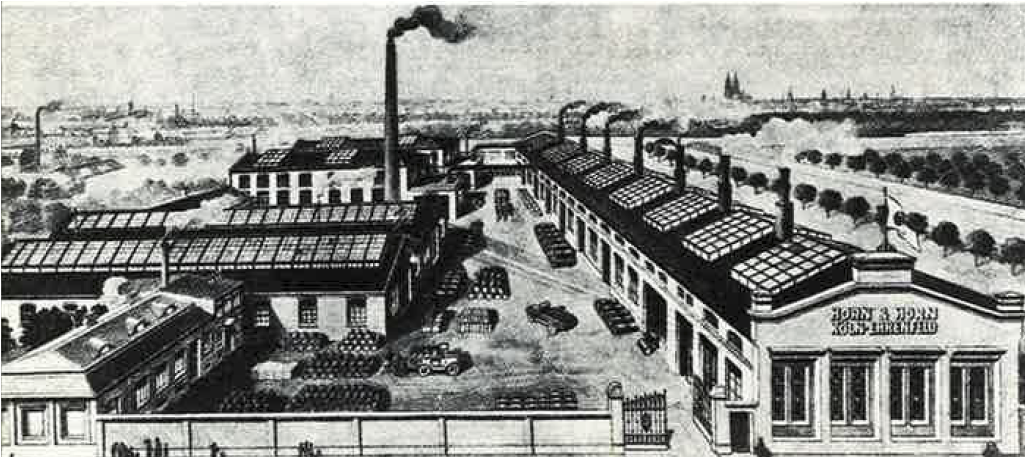
Das Zweihorn-Werk um 1912

Zu Beginn der 30er Jahre verkauften die Brüder Horn das Unternehmen an den Kölner Fabrikanten Eugen Wolff, Inhaber der Sidol-Werke, der die Firma in eine GmbH umwandelte, die erstmals am 26. Mai 1931 im Kölner Handelsregister aufgeführt ist. In dieser Phase wurde parallel zu dem alten der neue Firmenname  „Zweihorn“  geführt. 1940 wurde der Name „Horn“ aus der Firmierung gestrichen; diese lautet von da an „Zweihorn Werk GmbH“. In den letzten Kriegsjahren  wurde das Werk durch Bombentreffer vollständig zerstört. Im Stadtteil Braunsfeld, in der Nähe der Sidol-Werke, fand sich einige Zeit später der neue Sitz der Zweihorn Werk GmbH. 1951 wird das Geschäftskapital in Höhe von 100.000 Reichsmark auf DM (in gleicher Höhe) umgestellt.
1960 wurde das Zweihorn-Werk, mit damals 70 Mitarbeitern, von den Hermann Wiederhold Lackfabriken in Hilden übernommen. Wiederhold, ein altes Familienunternehmen,  beschäftigte 1960 in seinen Niederlassungen ca. 2.000 Mitarbeiter. Am 16. August desselben Jahres wurde das Zweihorn-Werk in das Handelsregister Hilden eingetragen. An nur einem Standort die komplette Produktpalette für den Industriebereich (Möbel-, Verpackungs-, Automobil- und Druckindustrie), sowie für das Handwerk (Schreiner/Tischler, Maler, Autolackierer) zusammengefasst und später  um den  Do-it-yourself-Bereich ergänzt.

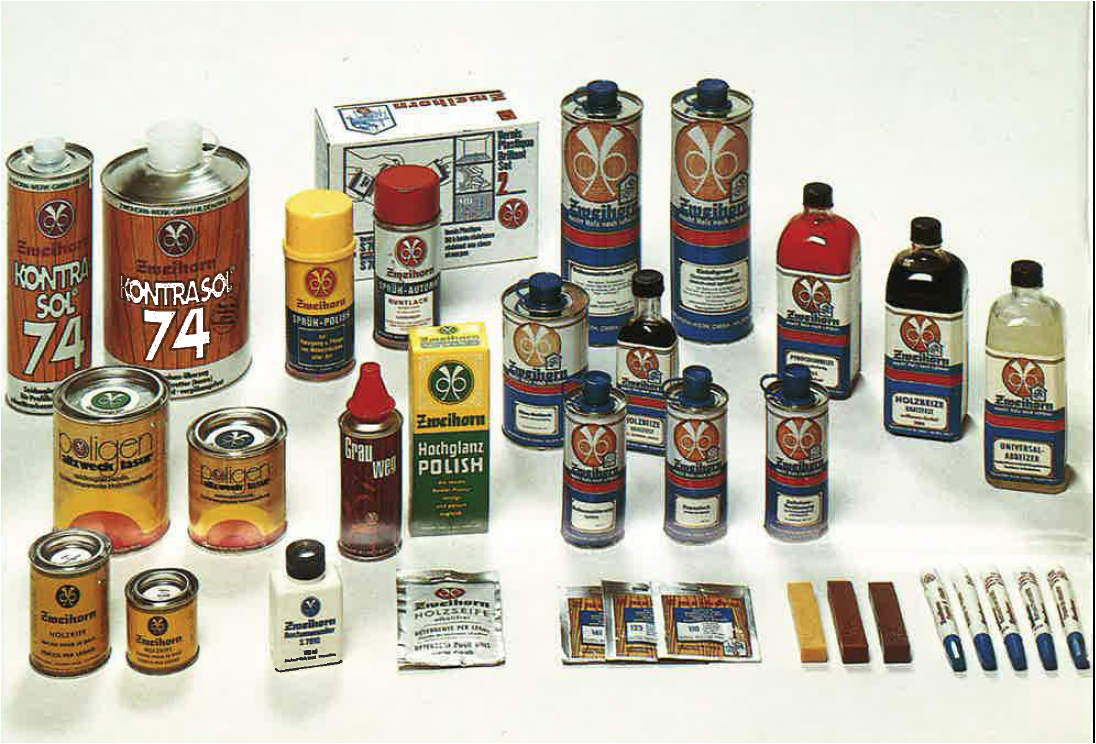
Zweihorn-Produktsortiment um 1980

Im Zuge der Bemühungen in den 1970er Jahren internationales Know-how mit nutzen zu können, kam es zu Kontakten zwischen Wiederhold und der Imperial Chemical Industries (ICI) Ltd., die 1926 gegründet, neben nahezu allen anderen Bereichen der Chemie, auch in der Farben- und Lackbranche erfolgreich tätig war. Zur Abrundung ihres Produkt-Portfolios erwarb ICI 1976 die Wiederhold-Lackfabriken und damit auch das Zweihorn-Werk. Ab 1981 nennt sich das Unternehmen dann „ICI Lacke Farben GmbH“. Entsprechend firmiert auch Zweihorn als Zweihorn  -Vertrieb der ICI Lacke Farben GmbH.

Im Jahre 2005 kaufte der niederländische Lacke-und-Farben-Konzern AkzoNobel die Marke Zweihorn, um die Marktführerschaft im Handwerk mit professionellen Lacken zu erlangen. Dieses Jahr wird die Marke Zweihorn 100 Jahre alt.

## Entwicklung der Bildmarke

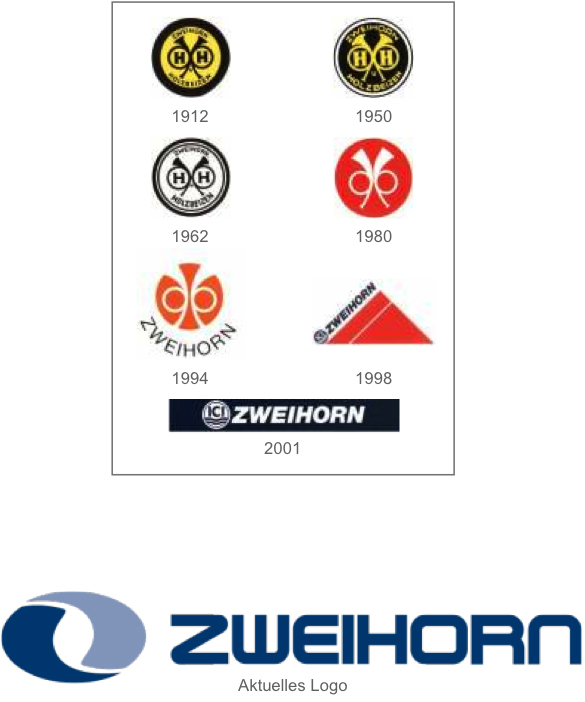
Entwicklung der Zweihorn-Bildmarke von 1912 bis heute

Das Firmenlogo wurde seit 1912 insgesamt siebenmal verändert. Ausgehend von einer runden Bildmarke, die zwei Posthörner mit den beiden Initialen (der Buchstabe „H“) der Gründerväter zeigt, wurden im Jahre 1980 im Zuge der Firmenübernahmen durch Wiederhold und wiederum der ICI die Initialen der Brüder Horn & Horn aus der Bildmarke entfernt. Das Logo wurde auf die beiden Posthörner in weiß auf rotem Untergrund reduziert. Daran angelehnt wurde es 1994 mit dem Zweihorn-Schriftzug versehen. Vier Jahre integrierte man das ICI-Logo in die Bildmarke, welche nun durch ein rotes Dreieck in Kombination mit dem Zweihorn Schriftzug geprägt wurde. 2001 wurde das Logo auf einen weißen Zweihorn-Schriftzug mit dem ICI-Logo auf dunkelblauen Grund reduziert. Kurz vor Übernahme der Marke durch den niederländischen Konzern AkzoNobel erhielt das Logo sein heutiges Design: ein freigestellter, modernisierter Zweihorn-Schriftzug in Dunkelblau, mit einem vorangestellten rundlichen Icon, welches in abstrakter Form an die beiden Posthörner aus der Gründungszeit erinnert.

## Produkte
1984 wurde das erste Buntlack-Mischsystem Wigranit produziert, ab 1985 die erste Beize, die auch gespritzt werden konnte (Spritz- & Pinselbeize S9900) und  ab ein fomaldehydfreie Klarlack. 1988 kam eine Mischmaschine für das Buntlack-Mischsystem heraus.
1991 stellte die Firma ein Spektralphotometer zur Farbtonbestimmung her. Ab 1993 wurde ein wasserbasiertes Buntlack-Mischsystem (SupercrylColor SCC) produziert.
1995 folgte der erste Isolierfüller auf Lösemittelbasis  und 1999 der erste Isolierfüller auf Wasserbasis (Supercryl Isolierfüller IF).
2005 kam ein Magnethaftfüller auf den Markt, 2008 das ultraschnelltrocknende 3-K Hochglanzlack-System (Duritan).
2010 wurde ein Lösemittellack mit 20 % Wasseranteil (Futuran) produziert.
2011 kamen  der erste Restefüller, mischbar mit Lackresten 1:1, auf den Markt sowie der  Wasser-Hochglanzklarlack (Duocryl Wasser Hochglanzklarlack DC-HG).